# Brezovica (Ub)
Brezovica (Ub) (em cirílico: Брезовица) é uma vila da Sérvia localizada no município de Ub, pertencente ao distrito de Kolubara, na região de Tamnava. A sua população era de 604 habitantes segundo o censo de 2011.

## Demografia
| 1948 | 1953  | 1961 | 1971 | 1981 | 1991 | 2002 | 2011 |
| ---- | ----- | ---- | ---- | ---- | ---- | ---- | ---- |
| 964  | 1 003 | 911  | 872  | 816  | 726  | 668  | 604  |